# بروتين كامل
البروتين الكامل أو البروتين المتكامل هو مصدر غذائي للبروتين يحتوي على نسبة كافية من تسع أحماض أمينية ضرورية للنظام الغذائي للإنسان.
أمثلة للبروتينات الكاملة وحيدة المصدر وهي اللحوم الحمراء، الدواجن، الأسماك، البيض، الحليب، الجبن، اللبن، الزبادي، فول الصويا والكينوا.  لايتضمن هذا المبدأ ما إذا كان مصدر الطعام مرتفع البروتين أم لا، كما لا يتضمن أي معلومات أخرى حول القيمة الغذائية للطعام.
كان يعتقد في السابق أن المصادر النباتية للبروتين تعاني من نقص في واحد أو أكثر من الأحماض الأمينية، ولذلك كان لابد من دمج الأنظمة الغذائية النباتية مع الأطعمة أثناء الوجبات، للحصول على البروتين الكامل. ومع ذلك، فإن آخر موقف لأكاديمية التغذية وعلم النظم الغذائية هو أن تناول مجموعة متنوعة من الأطعمة النباتية خلال اليوم كافية للحصول على ما يكفي من الأحماض الامينية الأساسية عند تناول السعرات الحرارية المطلوبة. وتؤدي الوظائف الفسيولوجية للجسم دورها الطبيعي إذا حصل الجسم على ما يكفي من البروتين الكافي والكميات الكافية من كل حمض أميني من نظام غذائي نباتي. في الواقع، لا تظهر أعلى النتائج للأحماض الأمينية المصححة لإمكانية هضم البروتين في منتجات اللحوم، وإنما تظهر في الأغذية المشتقة من الحيوانات النباتية مثل الحليب والبيض وفول الصويا النباتي المستخلص من البروتين.

## نبذة عن أفضل الأحماض الأمينية
ويرد في الجدول التالي الوضع الأمثل للأحماض الأمينية الضرورية التي يتكون منها البروتين الكامل:
| الأحماض الأمينية الضرورية | مليجرام/جرام بروتين |
| ------------------------- | ------------------- |
| تريبتوفان                 | 7                   |
| ثريونين                   | 27                  |
| إيزولوسين                 | 25                  |
| لوسين                     | 55                  |
| ليزين                     | 51                  |
| مثيونين+سييستين           | 25                  |
| فينيل ألانين+تيروزين      | 47                  |
| فالين                     | 32                  |
| هيستيدين                  | 18                  |

تحتوي جميع الأغذية تقريبًا على عشرين حمضًا أمينيًا بنسب صغيرة. ومع ذلك، تتفاوت النسب وبعض الأغذية لا تحتوي على القدر الكافي من واحد أو أكثر من الأحماض الأمينية الضرورية. وبغض النظر عن بعض الاستثناءات من النباتات مثل الكينوا أو فول الصويا، غالبا ما تحتوي المصادر النباتية للبروتين على نسب أقل من واحد أو أكثر من الأحماض الأمينية الضرورية مقارنة بالمصادر الحيوانية، ويظهر هذا جليًا في الليسين وبدرجة أقل في الميثيونين والثريونين.
قد يؤدي تناول مزيج من مصادر البروتين النباتية إلى زيادة القيمة البيولوجية للغذاء. فعلى سبيل المثال، لكي تحصل على 25 جرام بروتين كامل من اللوبياء المعلبة فإنك بحاجة إلى تناول 492 جرامًا (423 كيلو سعر حراري)، إلا أنه إذا ضممت إليها 12 جرامًا من الجوز البرازيلي فإنك تحتاج فقط إلى 364 جرامًا من اللوبياء (392 كيلو سعر حراري). لا يُشترط تناول هذه المصادر التكميلية للبروتين في نفس الوجبة ولكن ينبغي تناولها في غضون 4 ساعات لتحقيق الاستفادة المثلى منها.